# Noyelle-Vion
Noyelle-Vion település Franciaországban, Pas-de-Calais megyében. Lakosainak száma 270 fő (2022. január 1.). Noyelle-Vion Izel-lès-Hameau, Avesnes-le-Comte, Beaufort-Blavincourt, Hauteville, Lattre-Saint-Quentin és Manin községekkel határos.

## Népesség
A település népességének változása:
| Lakosok száma | 276  | 287  | 296  | 294  | 294  | 299  | 297  | 283  | 270  |
|               | 2013 | 2015 | 2016 | 2017 | 2018 | 2019 | 2020 | 2021 | 2022 |